# Акибаев, Асхат Акибаевич
Асхат Акибаев (род. 27 марта 1969, село Кайырма-Арык Ак-Сууйского района Иссык-Кульской области,Киргизская ССР, СССР) — автор и руководитель проекта «Всемирные Игры Кочевников». Экс-полномочный представитель Правительства Кыргызской Республики в Иссык-Кульской области.
Первый вице-президент Международной организации верблюдоводства (ICO).

## Биография
Асхат Акибаев родился 24 мая 1969 года в селе Кайырма-Арык Ак-Сууйского района Иссык-Кульской области. По национальности кыргыз.
В 1987—1992 Акибаев учился в Кыргызском Государственном институте физической культуры.
В 1992—1996 годах трудился методистом Республиканской спортивной детско-юношеской школы олимпийского резерва в Бишкеке.
В 1996—2005 годах — судейский директор Спортивного клуба имени Виталия Гордеева в Бишкеке.
Акибаев является судьей международной категории экстра-класса ФИАС по борьбе самбо. Участвовал в организации многих кубков, первенств, чемпионатов мира и континентальных соревнований по различным видам единоборств.
С 2005 по 2010 год — работал в ряде предприятий туристической отрасли Кыргызстана.
С 2011 года по 2016 год был директором санатория «Аврора» на озере Иссык-Куль.
Организовал и возглавил Ассоциацию Курортов Кыргызстана, объединяющую туристические учреждения страны. 
Развивая движение детского спорта, Асхат Акибаев создал в Кыргызстане общественную организацию «Детская олимпийская деревня», которая помогала детям с ограниченными возможностями.
С 2013 по 2015 учился в аспирантуре Дипломатической Академии МИД КР.
В 2015 году входил в список кандидатов в депутаты республиканского парламента от Социал-демократической партии Кыргызстана.
С января 2016 по 17 марта 2017 г. полпредом премьер-министра КР (губернатор) в Иссык-Кульской области Кыргызстана. Ушел с должности по собственному желанию.
В 2015 году в Кыргызстане была создана некоммерческая организация «Всемирная конфедерация этноспорта».
Акибаев также возглавляет Фонд всемирных этноигр. Также является автором и организатором проекта «Всемирные Игры Кочевников −2014, −2016, −2018» в Кыргызской Республике.
Автор и организатор проекта «Вселенная кочевников −2019» (Nomade universe) в Королевстве Саудовской Аравии. В 2019 году был президентом (штаб-квартира в Женеве, Швейцария).
Несмотря на то, что Акибаев как-то сказал, что в широком смысле автором Игр можно считать «весь народ Кыргызстана», всех общественных деятелей и государственных чиновников, которые работали над их подготовкой и проведением, тем не менее, основную интеллектуальную работу по подготовке концепции игр выполнил он сам, о чём Акибаев рассказывал в своих интервью.
15 декабря 2021 г. внес Всемирные игры кочевников в список ЮНЕСКО. «Включение Всемирных игр кочевников в список учреждения дает статус, узнаваемость стране. В следующий раз, когда наши проекты будут проходить, они будут проходить под эгидой ЮНЕСКО. Это придает ещё больше интереса и престижа национальной игре», — сказал руководитель и автор проектов Всемирной конфедерации этноигр Асхат Акибаев.

## Награды и почётные звания
- Почетная грамота Правительства Кыргызской Республики.
- Почётная грамота Президента Кыргызской Республики
- Почетный профессор КНУ имени Ж.Баласагына[29].